# Zoltán Kocsis

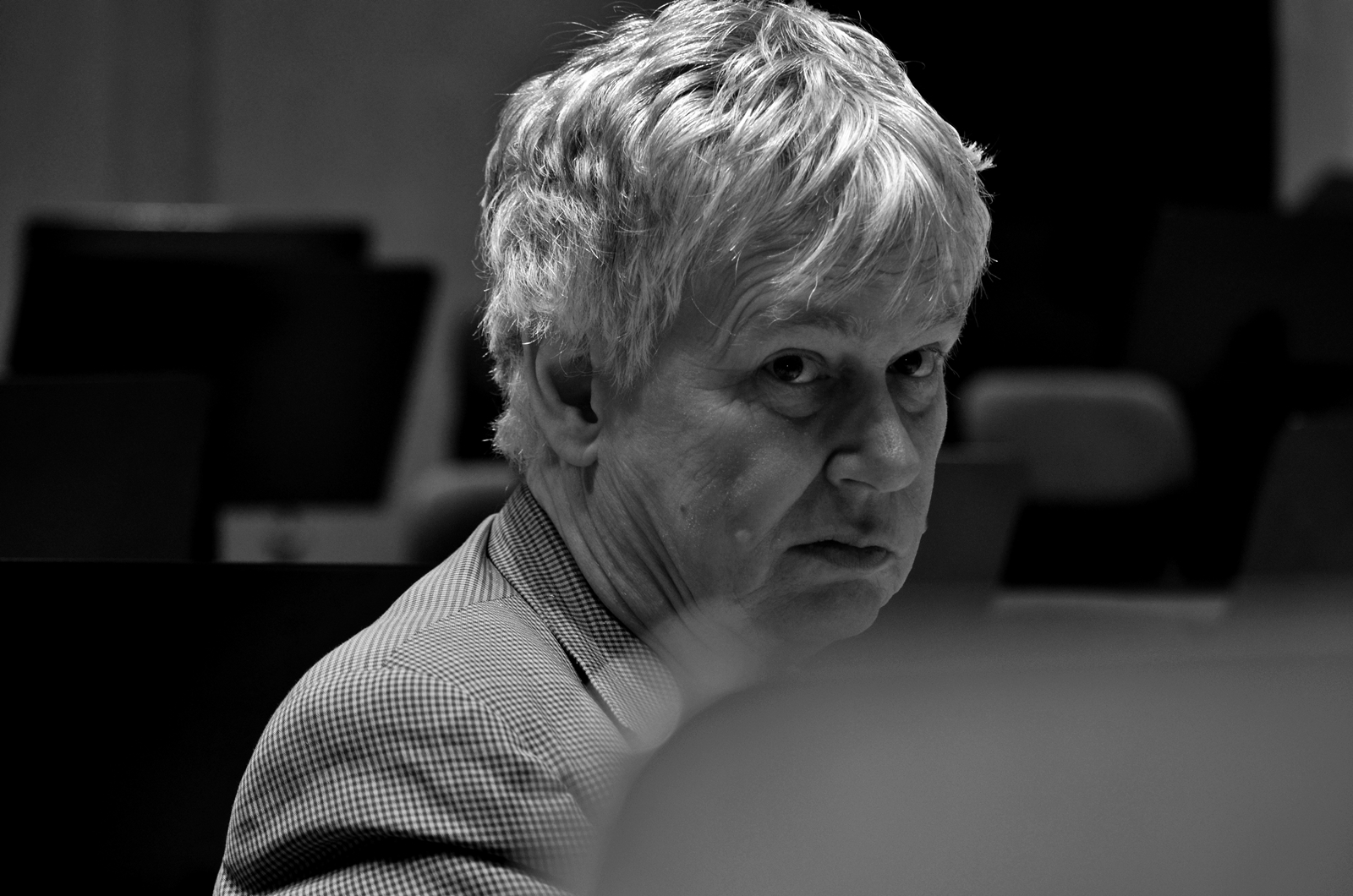
Zoltán Kocsis

Zoltán Kocsis [ˈzoltaːn ˈkoʧiʃ] (* 30. Mai 1952 in Budapest; † 6. November 2016 ebenda) war ein ungarischer Pianist, Komponist und Dirigent.

## Leben

### Kindheit und Ausbildung
Zoltán Kocsis wuchs in Budapest als Einzelkind des Ehepaars Mária und Ottó Kocsis auf. Er interessierte sich von frühster Kindheit für das elterliche Klavier und begann seine musikalische Ausbildung im Alter von fünf Jahren. Rückblickend bezeichnete Kocsis seine Kindheit als die eines glücklichen Straßenkindes und führte darauf seine lebenslange Liebe für Fußball, Schwimmen im See, Holzhacken und Grillen zurück.
1963 begann Kocsis Klavier und Komposition am Béla-Bartók-Konservatorium in Budapest zu studieren. Ab 1968 war er an der Franz-Liszt-Musikakademie Schüler in der Klasse von Pál Kadosa, dessen Assistenten György Kurtág sowie Ferenc Rados. 1973 schloss er seine Ausbildung nach erfolgreichem Graduiertenstudium ab.

### Karriere

#### Kocsis als Pianist

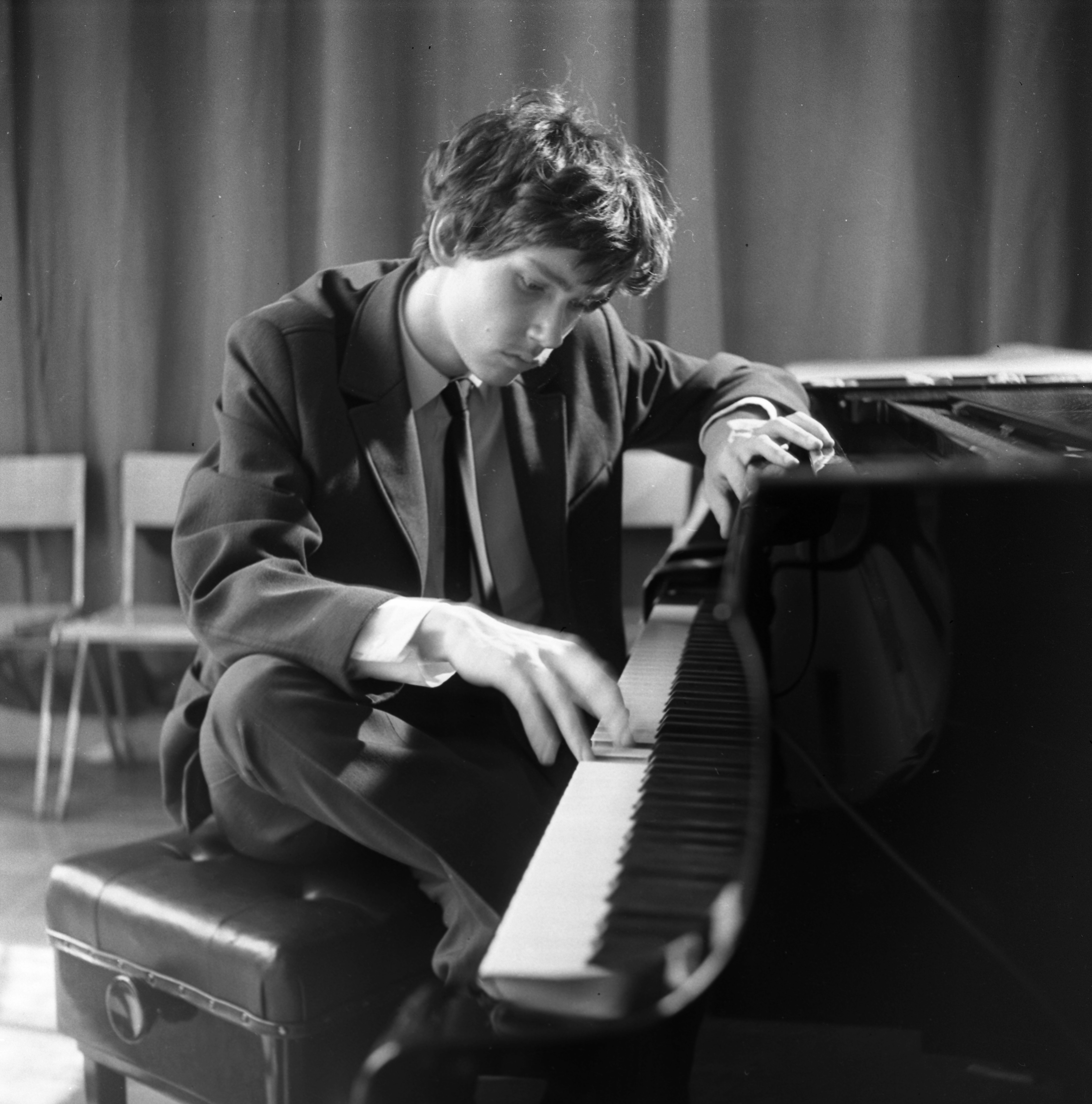
Zoltán Kocsis (1971)

Noch als Student gewann Kocsis 1970 den Ungarischen Radio Beethoven-Wettbewerb und erlangte Bekanntheit. Anlässlich eines Konzerts 1971 im Schloss Esterházy bemerkte ein englischer Musikkritiker zu Kocsis’ Interpretation der Klaviersonate von Bartók, dass er sie noch nie so eindringlich und koloriert gehört habe. 1971 debütierte Kocsis in den Vereinigten Staaten, 1972 konzertierte er erstmals in London in der Goldsmiths’ Hall sowie bei den Salzburger Festspielen mit Werken von Bach, Beethoven und Schumann. 21-jährig, nahm Kocsis erste Tonträger für Hungaroton auf.
1975 erhielt Kocsis eine Einladung von Swjatoslaw Richter zum französischen Festival Fêtes musicales en Touraine und sprang dort in letzter Minute – im Overall und in abgenutzten Schuhen – für den erkrankten Maurizio Pollini ein. Richter wurde Kocsis’ Mentor und nannte ihn „eines der größten pianistischen Talente unserer Zeit“, die beiden traten in den Folgejahren mit Klavierwerken zu vier Händen auf. 1977 debütierte Kocsis mit dem London Symphony Orchestra unter dem Dirigat von Claudio Abbado in der Royal Albert Hall als Solist des 5. Klavierkonzerts von Beethoven. Im gleichen Jahr konzertierte er erstmals bei den Proms mit Liszts 1. Klavierkonzert und dem Royal Scottish National Orchestra unter Alexander Gibson und trat im Roundhouse mit zeitgenössischen Werken auf.
Kocsis hatte sich in wenigen Jahren auf den internationalen Konzertbühnen etabliert, und „Orchester von Rang rissen sich darum, den jungen Ungarn als Solisten zu verpflichten“. Er trat in den folgenden 25 Jahren u. a. mit dem Chicago Symphony Orchestra, der Dresdner Staatskapelle, dem San Francisco Symphony Orchestra, dem New Yorker Philharmoniker, dem Londoner Philharmonia Orchestra, den Wiener Philharmonikern, dem Mozarteumorchester Salzburg und den Berliner Philharmonikern auf.

#### Zeitgenössische Musik, Lehrtätigkeit und Kompositionen
Kocsis dosierte seit Beginn seiner Karriere internationale Konzertauftritte und Tourneen und verbrachte gemäß seiner Interessenlage den größten Teil des Jahres in Budapest. Er beschäftigte sich mit Neuer Musik, trat als Improvisator und Interpret in einem Ensemble für experimentelle Musik auf, lehrte, schrieb Musikkritiken, veröffentlichte regelmäßig musikwissenschaftliche Artikel im Hungarian Quarterly, äußerte „sich in Zeitschriften auch zu aktuellen musikalischen Fragen“ und komponierte.
Kocsis gründete 1970 zusammen mit Péter Eötvös, Zoltán Jeney, László Vidovszky, László Sáry und anderen „das Studio für Neue Musik in Budapest – ein gewichtiges Laboratorium für die Avantgarde“, für Komponisten und ausführende Musiker „im kommunistischen Ostblock“. Die Gruppe veröffentlichte neben eigenen Kompositionen zeitgenössische Werke aus Ost und West. Kocsis setzte sich insbesondere für die Musik von John Cage, Morton Feldman, Philip Glass, Arnold Schönberg und György Kurtág ein.
Von 1973 bis in die späten 1970er Jahre unterrichtete Kocsis an der Liszt-Akademie, zunächst zusammen mit Dezső Ránki als Assistent Kadosas. Zu Kocsis’ frühen Schülern gehört András Schiff.
Kocsis komponierte selbst, zu seinen Werken gehören u. a. die Hommage à Kurtág und 33. December für Kammermusikensembles, The Last But One Encounter für Klavier und Cembalo und Csernobil 86 für Sinfonieorchester. Daneben verfasste er Kadenzen für Klavierkonzerte Mozarts, transkribierte Werke von Wagner für Klavier, arrangierte Rachmaninows Vocalise op. 34, orchestrierte die Fuge und die Toccata von Ravels Le Tombeau de Couperin, Debussys Ariettes oubliées und den 3. Akt des Opernfragments Moses und Aron von Schönberg neben weiteren Arbeiten.

#### Kocsis als Orchestergründer und Dirigent
1983 gründete er zusammen mit Iván Fischer das Festival Orchester Budapest, führte es in Teamintendanz mit Fischer zu einem anerkannten Klangkörper und war über ein Jahrzehnt dessen Solo-Pianist.
Kocsis übernahm 1997 als Musikdirektor das traditionsreiche Ungarische Staatsorchester, das heute unter Ungarische Nationalphilharmonie firmiert. Unzufrieden mit der Musikerqualität, änderte er die Zusammensetzung und etablierte es in wenigen Jahren neben dem FOB zu Ungarns angesehenstem Orchester. In der ersten Saison stellte er dem Publikum Schönbergs Gurre-Lieder vor. In den nachfolgenden Jahren führte er neben dem klassischen Orchesterrepertoire Werke ungarischer Komponisten, u. a. von Ernst von Dohnányi und Emil Petrovics, auf. Weitere Raritäten wie die Alpensinfonie von Richard Strauss, Hector Berlioz’ Les nuits d’été, Gesang der Parzen von Johannes Brahms und die Sinfonie di tre re von Arthur Honegger waren Bestandteil der Orchesterprogramme.
Nach einem mehrwöchigen Krankenhausaufenthalt 2012 und weiterhin angeschlagener Gesundheit konzertierte Kocsis mit dem Ungarischen Nationalorchester bis Oktober 2016. Im Juni 2016 eröffnete er letztmals das Budapesti Nyári Fesztivál mit der Solistin Yuja Wang, die Kocsis als ihr Idol bezeichnet.

### Tonträger und Wertung
Kocsis legte eine umfängliche Diskografie vor, u. a. hat er für Philips Records alle Klavierwerke Béla Bartóks und die Klavierkonzerte Sergei Rachmaninows eingespielt, nachdem er für Hungaroton eine Gesamtaufnahme der Klavierkonzerte von Johann Sebastian Bach und Werke von Joseph Haydn aufgenommen hatte.
Swjatoslaw Richter urteilte nach Aussage von László Gyimesi 1977 über Kocsis’ Einspielung von Bartóks zweitem Klavierkonzert: „Zoltáns Aufnahme […] ist die beste, die es gibt.“
1985 nannte Fono Forum eine Claude-Debussy-Aufnahme Kocsis’ vom September 1983 „Eine der schönsten […] der letzten Jahre“, und 1990 wurde er für Debussys Images mit dem Gramophone Classical Music Award ausgezeichnet. 2013 erhielt er diese Auszeichnung erneut zusammen mit dem Violinisten Barnabás Kelemen für die Aufnahme der zwei Sonaten für Violine und Klavier von Bartók in der Kategorie Kammermusik.
Die Doppel-CD Volume 59: Zoltán Kocsis – erschienen 1998 in der Philips-Edition Die großen Pianisten des 20. Jahrhunderts – wurde von der Musikkritik überragend bewertet. Rondo bezeichnete Kocsis als „Naturereignis!“. Er verkörpere „den urvitalsten Einbruch von Spiellust“ dieser Edition. Kocsis sei „der Künstler, der mit allem hinreißt, was er anfasst“. Das liege daran, dass „er im Augenblick immer selbst geradezu kindlich begeistert“ sei, „egal, ob er Griegs lyrische Stücke aussingt, durch Bartóks rumänische Volkslieder poltert oder uns auf eine ‚Isle joyeuse‘ (Debussy) mitnimmt“.
Jan Brachmann würdigte 2016 Kocsis’ „Einsicht, seine Entschiedenheit, sein Können“ und nannte exemplarisch Kocsis’ Einspielung der Sonate f-moll op. 2 Nr. 1 von Beethoven, die durch „Artikulation, Akzente, federnde Verschiebungen des Rhythmus […] ohne äußere Eile“ Musik lebendig werden lasse. Kocsis „war unerhört wandelbar“, bemerkte Matthias Kornemann in einem Nachruf, ihm „standen pianistische Mittel zur Verfügung, deren volles Maß vielleicht nur die Kollegen würdigen konnten“.

### Würdigungen
Kocsis prägte seit den 1970er Jahren „nicht nur als Pianist, […] als Dirigent und Komponist das Musikleben in Ungarn“, sondern auch als Lehrer, Musikwissenschaftler, Plattenproduzent und Musikkritiker. Er war zweimaliger Träger des Kossuth-Preises – 1978 und 2005 –, der höchsten staatlichen Auszeichnung in Ungarn im Bereich Kunst und Kultur. 2006 erhielt Kocsis den Bartók-Pásztory-Preis der Liszt-Akademie in Budapest. 2007 ernannte ihn das ungarische Ministerium für Bildung und Kultur zum Botschafter der ungarischen Kultur, und 2012 wurde Kocsis mit der ungarischen Corvin-Kette für herausragende kulturelle Leistungen ausgezeichnet.
2004 erhielt Kocsis den Lifetime Achievement Award der Marché international de l’édition musicale in Cannes und wurde im gleichen Jahr vom französischen Kultusministerium mit dem Orden Le Chevalier de l’Ordre des Arts et des Lettres geehrt.
Kocsis war in erster Ehe mit der ungarischen Pianistin Adrienne Hauser verheiratet. Der Pianist Krisztián Kocsis ist sein Sohn aus zweiter Ehe mit der ungarischen Pianistin Erika Tóth. Zoltán Kocsis starb am 6. November 2016 in Budapest.
In seinem Nachruf auf Kocsis schreibt der Pianist László Gyimesi: „Die Medien haben dieses einzigartige Ausnahmetalent – das nicht nur für Ungarn, sondern für die ganze Welt ein unermesslich wertvolles Erbe hinterlassen hat – nicht überall gebührend gewürdigt. Ich bin aufrichtig überzeugt davon, dass Zoltán Kocsis der bedeutendste, vielseitigste Musiker der zweiten Hälfte des 20. Jahrhunderts ist.“

## Filme (Auswahl)
- Das Spiel mit dem Feuer – Ein Jahr mit dem Pianisten Zoltán Kocsis Dokumentarfilm (1986/87), 67:00 Min., Regie: János S. Darvas, Produktion: Bodo Kessler Film, München; Erstsendung: 28. November 1987 auf WDR Drehbuch von János Darvas.
- Die Botschaft von Liszt. (Titel international: The Hungarian Touch.) Dokumentarfilm (2003), 52:00 Min., Regie: János S. Darvas, Produktion: Idéale Audience; Erstsendung: 13. Dezember 2003 auf Premiere Classica, Deutschland, Inhaltsangabe von János Darvas.
- Zoltán Kocsis, un musicien passe. Dokumentarfilm (2001), 52:00 Min., Regie: Véronique Aubouy, Produktion: Les Films à Lou, La Cinquième (France 5), Mezzo TV; Erstsendung am 27. Mai 2001 auf France 5, Inhaltsangabe von Véronique Aubouy (französisch).
- In Memoriam Kocsis Zoltán (Müpa Budapest), 8:32 Min., 25. November 2016 auf YouTube